# Сунмин
Сунми́н (кит. упр. 嵩明, пиньинь Sōngmíng) — уезд городского округа Куньмин провинции Юньнань (КНР).

## История
После монгольского завоевания государства Дали в 1275 году здесь была создана Чанчжоуская область (长州). Во времена империи Мин она была в 1382 году переименована в Сунминскую область (嵩盟州). После Синьхайской революции в Китае была проведена реформа структуры административного деления, в ходе которой области были упразднены, и в 1914 году Сунминская область была преобразована в уезд Сунмин.
После вхождения провинции Юньнань в состав КНР был создан Специальный район Цюйцзин (曲靖专区), и уезд вошёл в его состав. В 1959 году Сюньдянь-Хуэйский автономный уезд был объединён с уездом Сунмин в уезд Сюньдянь, но в 1961 году уезд Сунмин был воссоздан. В 1970 году Специальный район Цюйцзин был переименован в Округ Цюйцзин (曲靖地区).
В октябре 1983 года решением Госсовета КНР уезд был переведён из состава округа Цюйцзин под юрисдикцию властей Куньмина.
В 2018 году западная половина уезда Сунмин была передана в состав района Паньлун.

## Административное деление
Уезд делится на 1 уличный комитет и 3 посёлка.